# 스미스 요원

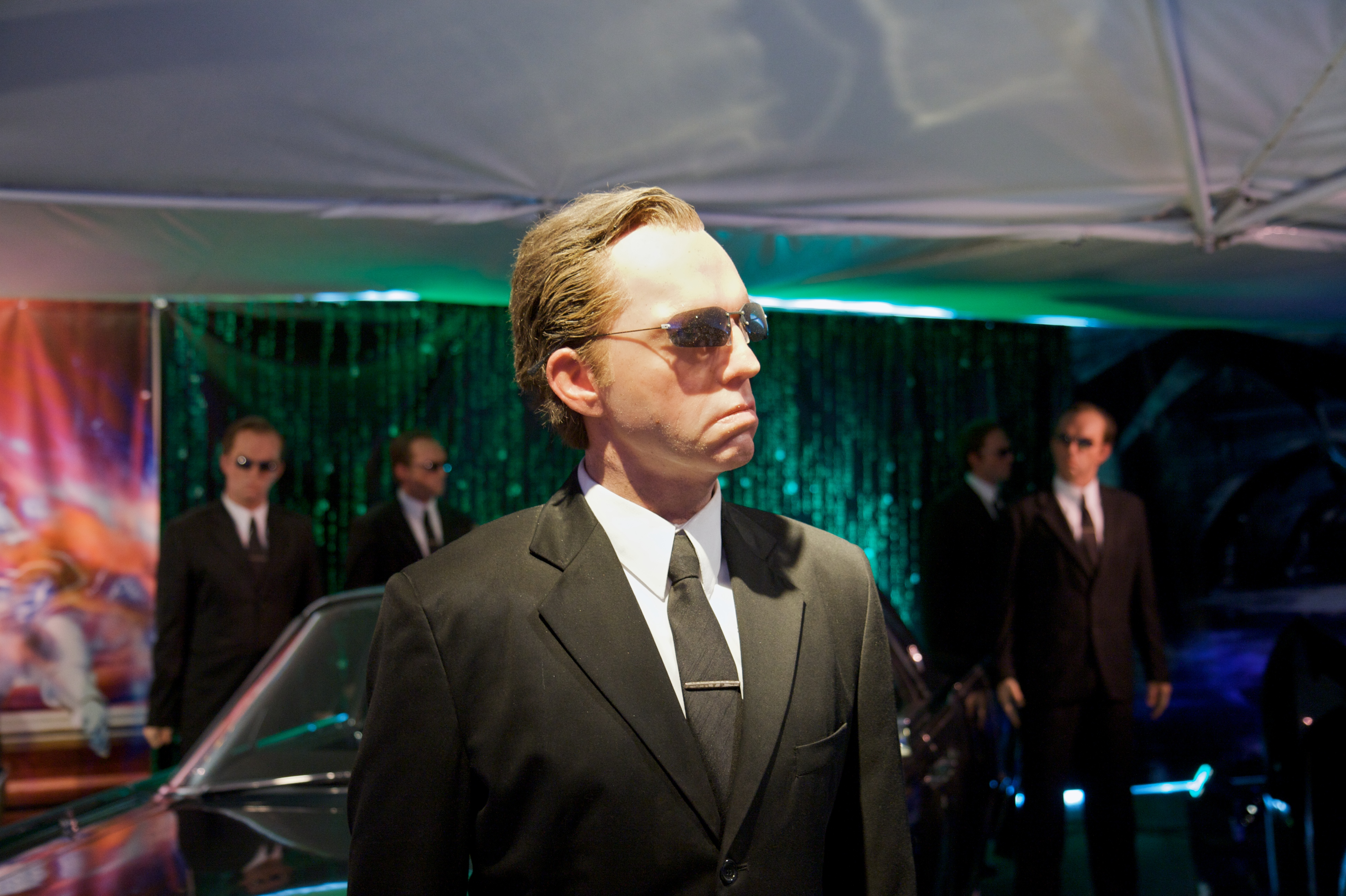

스미스 요원(Agent Smith)은 매트릭스 프랜차이즈에 등장하는 가공 인물이자 주된 반동인물이다. 영화에서 휴고 위빙이 묘사하였으며 음성은 매트릭스: 네오의 길의 크리스토퍼 코리 스미스가 맡았다.
2008년, 스미스 요원은 엠파이어지에 의해 84번째로 위대한 영화 등장인물로 선정되었다. 2013년, 위빙은 제너럴 일렉트릭 광고서 역할을 반복하였다.

## 개요
스미스는 모의 현실에 불안정을 가져다주는 인간 시뮬라크르를 종료시킴으로써 시스템 내의 질서를 유지하도록 프로그래밍된 매트릭스라는 이름의 세계의 AI 프로그램의 요원으로 시작하였다.

## 같이 보기
- 멘 인 블랙
- 모의 현실